# Domenico Solombrino
Domenico Solombrino (* 27. November 1987 in Mühlacker) ist ein deutsch-italienischer Automobilrennfahrer und Fahrinstruktor.

## Karriere
Domenico Solombrino begann seine Motorsportkarriere 1999 im Kartsport. 2006 wechselte er in den Tourenwagensport und fuhr in der Mini Challenge Deutschland.
In den Jahren 2013, 2014 und 2015 startete er mit einem Toyota GT86 CS-V3 im Toyota-GT86-Cup der VLN Langstreckenmeisterschaft Nürburgring.
2014 fuhr er beim VLN-Saisonfinale mit dem Aston Martin Vantage V8 GT4 des STADAvita Racing Teams auf dem dritten Platz der GT4-Wertung.
Sein bislang größter Erfolg war 2015 der SP10-Klassensieg in der VLN Endurance mit einem Aston Martin Vantage V8 GT4 des Teams Mathol Racing.
In der VLN-Saison 2018 erreichte Solombrino für das Team Mathol Racing mit einem Mercedes-AMG GT4 beim 24-Stunden-Rennen auf dem Nürburgring den zweiten Platz in der SP10-Klasse.